# Cumbres intercoreanas
Las cumbres intercoreanas (Hangul 남북정상회담 o Hanja 南北頂上會談 en Corea del Sur, Hangul 북남수뇌상봉 o Hanja 北南首腦相逢  en Corea del Norte) son reuniones entre los líderes de la República de Corea y República Popular Democrática de Corea. Hasta el momento se han celebrado cinco reuniones (en el año 2000, en el 2007 y tres en el año 2018). La importancia de estas cumbres radica en la falta de comunicación formal entre Corea del Norte y Corea del Sur, lo que dificulta la discusión de cuestiones políticas y económicas. Las agendas de las cumbres han incluido temas como el final de la guerra de 1953 cuyo armisticio sigue en vigor, el despliegue masivo de tropas en la zona desmilitarizada (aproximadamente dos millones en total), el desarrollo de armas nucleares por Corea del Norte y cuestiones de derechos humanos.

## Cumbre del 2000
En 2000, los representantes de los dos gobiernos se encontraron por primera vez desde la división de la península de Corea. Kim Dae-jung, el presidente de Corea del Sur, que llegó al Aeropuerto Internacional de Pionyang Sunan, se encontró con Kim Jong-il, Líder Supremo de Corea del Norte, directamente bajo la Rampa del aeropuerto, y las concentraciones y divisiones del Cuerpo del Ejército Popular desfilaron frente a ellos.
- Participantes: Kim Dae-jung, presidente de Corea del Sur, y Kim Jong-il, líder supremo de Corea del Norte
- Lugar de la reunión: Pionyang, Corea del Norte
- Fecha de la reunión: 13 de junio - 15 de junio de 2000
- Resultados de las conversaciones: Declaración conjunta Norte-Sur del 15 de junio

## Cumbre de 2007
La Cumbre coreana de 2007 se celebró entre el 2 de octubre y el 4 de octubre, en Pionyang, entre el presidente Roh Moo-hyun de la República de Corea y Kim Jong-il de la República Popular Democrática de Corea (RPDC). Fue la segunda cumbre intercoreana después de la cumbre coreana de 2000. También llama la Cumbre intercoreana 10.4. Como resultado de las negociaciones, ambas partes anunciaron una declaración para el desarrollo de las relaciones intercoreanas así como la paz y la prosperidad.
- Participantes: Roh Moo-hyun, presidente de Corea del Sur, y Kim Jong-il, líder supremo de Corea del Norte
- Lugar de la reunión: Pionyang, Corea del Norte
- Fecha de la reunión: 2 de octubre - 4 de octubre de 2007
- Resultados de las conversaciones: Declaración de Paz y Prosperidad

## Cumbre de abril de 2018

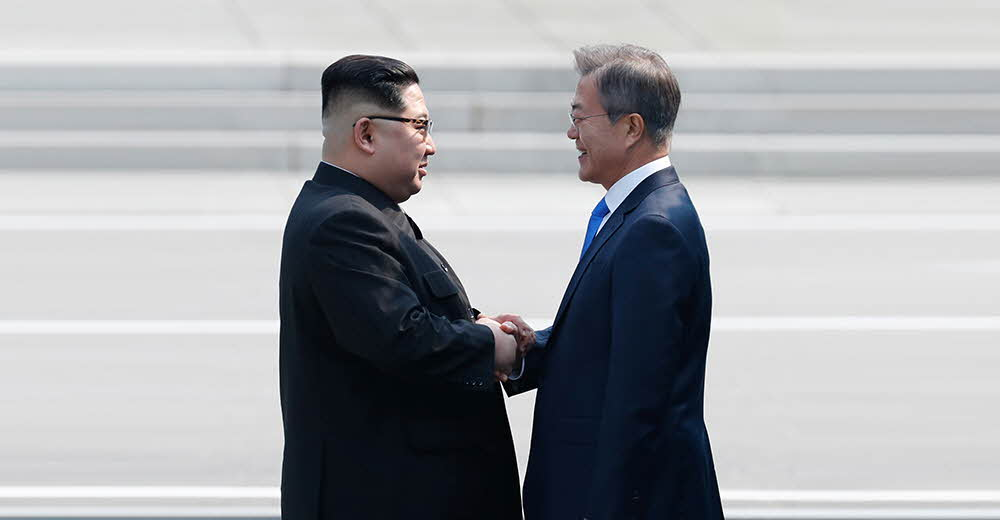
El líder supremo de Corea del Norte Kim Jong-un (izquierda) y el presidente de Corea del Sur Moon Jae-in (derecha) estrechan manos en el Área de seguridad conjunta.

La Cumbre intercoreana de 2018 (en coreano, 2018 남북정상회담; en inglés, 2018 Inter-Korean Summit) fue un encuentro oficial entre los gobiernos de Corea del Norte y Corea del Sur, realizado el 27 de abril de 2018. Fue celebrada en el lado surcoreano del Área de seguridad conjunta, entre el presidente surcoreano Moon Jae-in y el líder norcoreano Kim Jong-un. Su eslogan fue «Paz, un nuevo comienzo» (en coreano, 평화, 새로운 시작; en inglés, Peace, A New Start).
Fue la tercera cumbre intercoreana de la historia y la primera en once años. También fue la primera vez desde la Guerra de Corea que el máximo dirigente de Corea del Norte entra en el territorio de Corea del Sur. La cumbre se centró en el Programa nuclear de Corea del Norte y la desnuclearización de la Península de Corea.
- Participantes: Moon Jae-in, presidente de Corea del Sur, y Kim Jong-un, líder supremo de Corea del Norte
- Lugar de reunión: Área de seguridad conjunta, Corea del Sur
- Fecha de la reunión: 27 de abril de 2018[3]
- Resultados de las conversaciones: Declaración de Panmunjom

## Reunión sorpresa en mayo de 2018

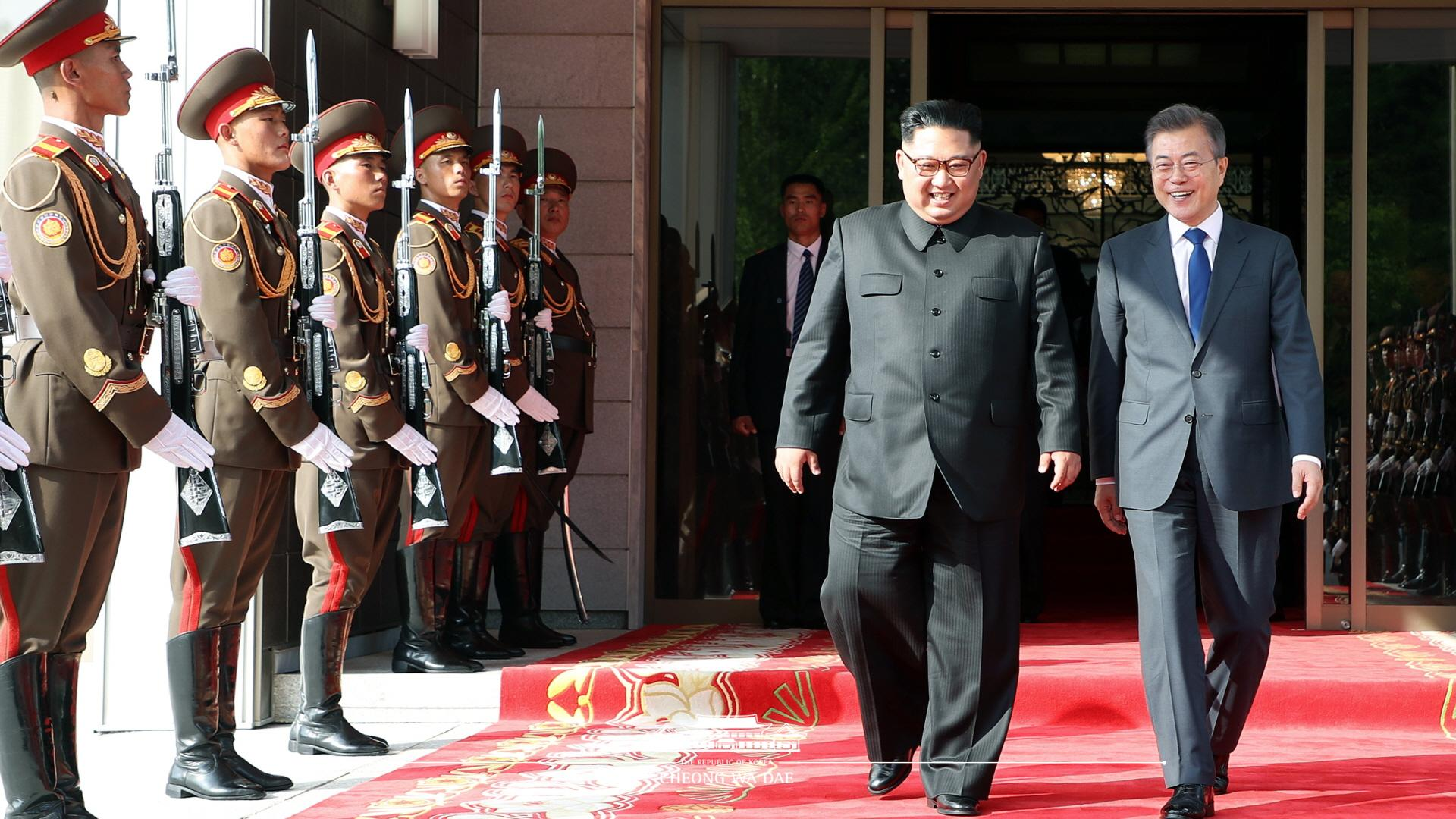
Kim and Moon camina junto después de la segunda reunión.

Las dos máximas autoridades de las dos Coreas se reunieron sorpresivamente en Panmunjom el día 26 de mayo de 2018 y este encuentro ayudó a realizar la Cumbre de Singapur entre Corea del Norte y Estados Unidos. La reunión duró dos horas y, a diferencia de otras cumbres, no se había anunciado públicamente.

## Cumbre de septiembre de 2018
Fue la quinta cumbre intercoreana de la historia y se realizó en Pionyang. Fue también la tercera reunión realizada en el 2018 entre ambos líderes.
- Participantes: Moon Jae-in, presidente de Corea del Sur, y Kim Jong-un, líder supremo de Corea del Norte
- Lugar de reunión: Pionyang
- Fecha de la reunión: del 18 al 20 de septiembre de 2018
- Resultado: Presentaron la Declaración Conjunta de Pionyang de 2018.[8]